# Coelogyne raizadae
Coelogyne raizadae är en orkidéart som beskrevs av Sudhanshu Kumar Jain och Sitanath Das.
Coelogyne raizadae ingår i släktet Coelogyne och familjen orkidéer. Inga underarter finns listade i Catalogue of Life.